# 瀬戸大橋高速バス
瀬戸大橋高速バス株式会社（せとおおはしこうそくバス）は、香川県高松市にあった高速バス専業のバス会社である。

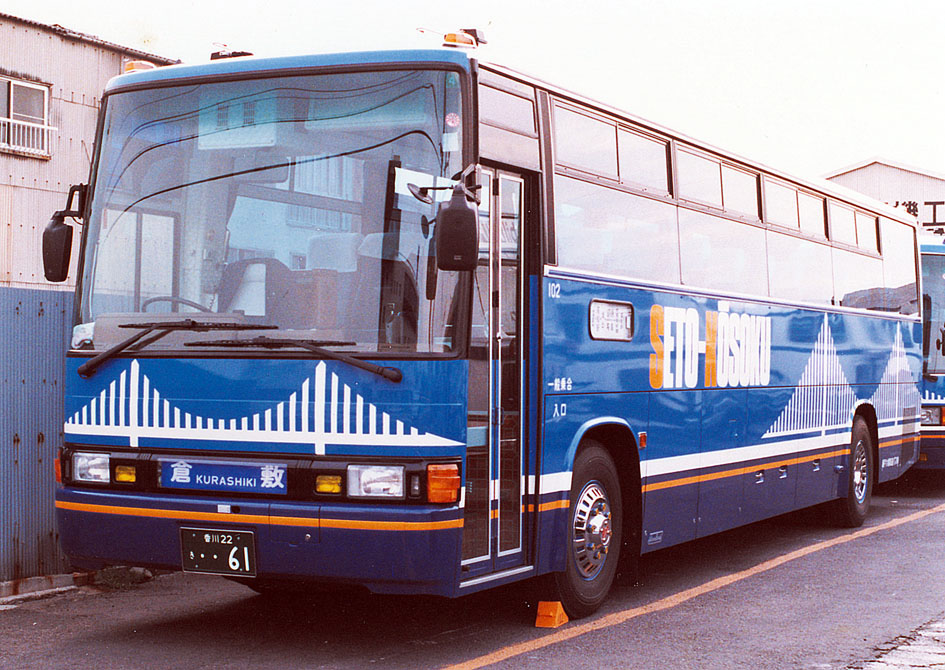
瀬戸大橋高速バス　瀬戸大橋特急線専用車両（日野 RU638B）

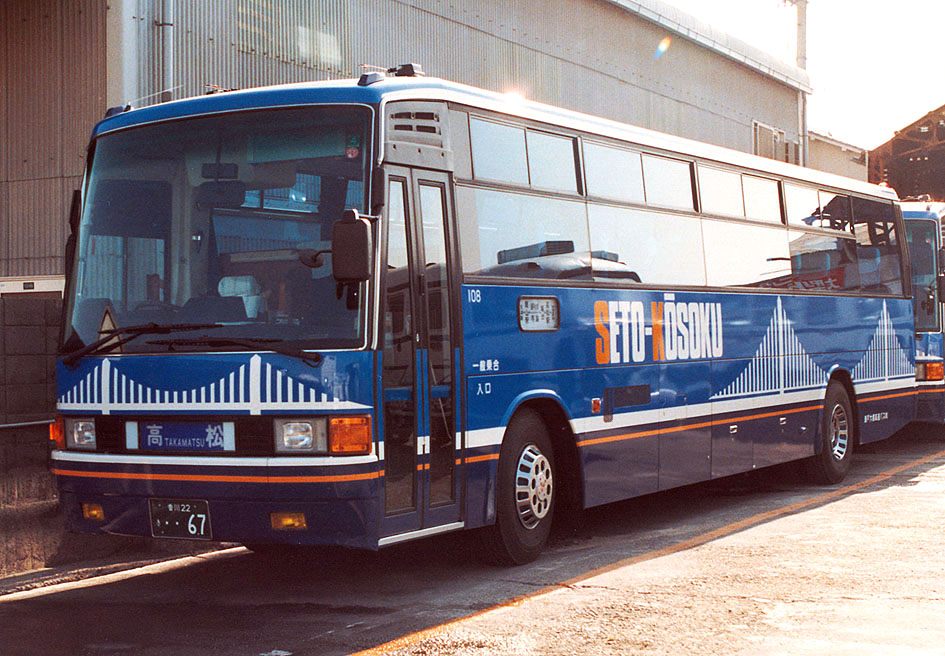
瀬戸大橋高速バス　瀬戸大橋特急線専用車両（三菱 MS725S）

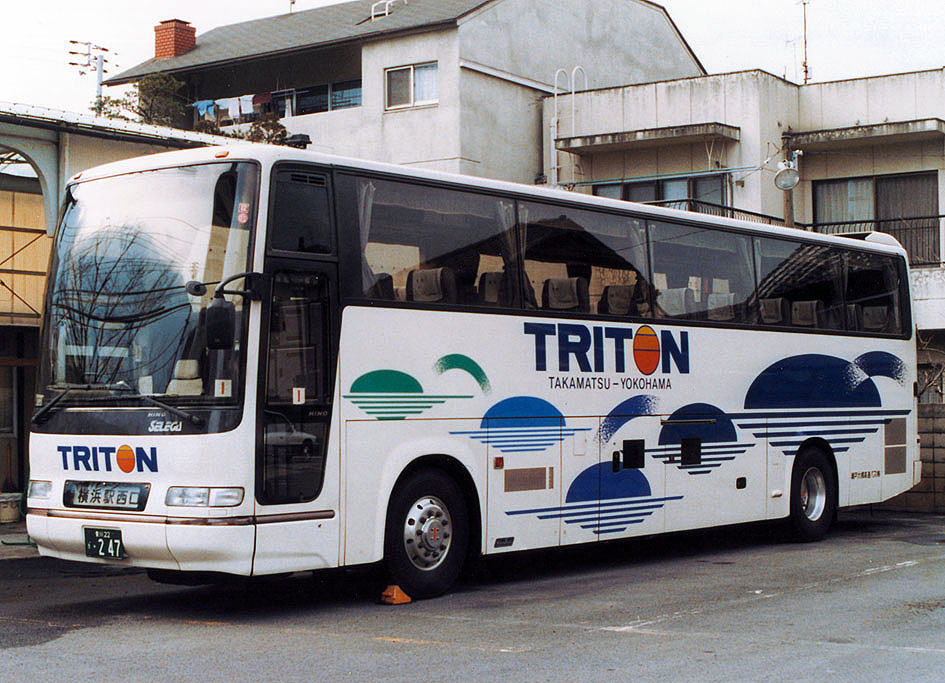
瀬戸大橋高速バス　トリトン号専用車両（日野 RU3FTA）

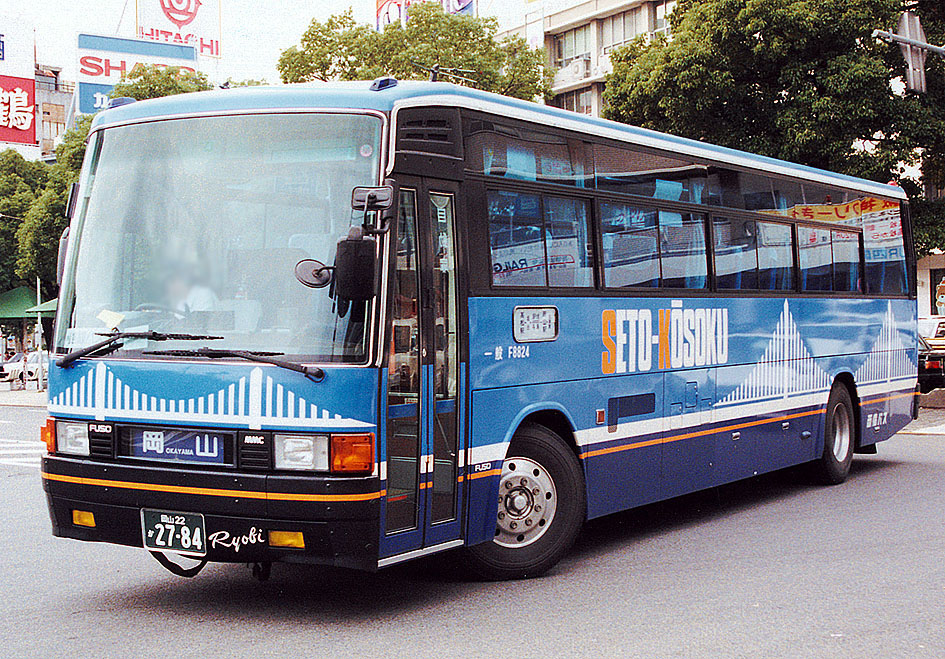
両備バス　瀬戸大橋特急線専用車両（三菱　MS725S）

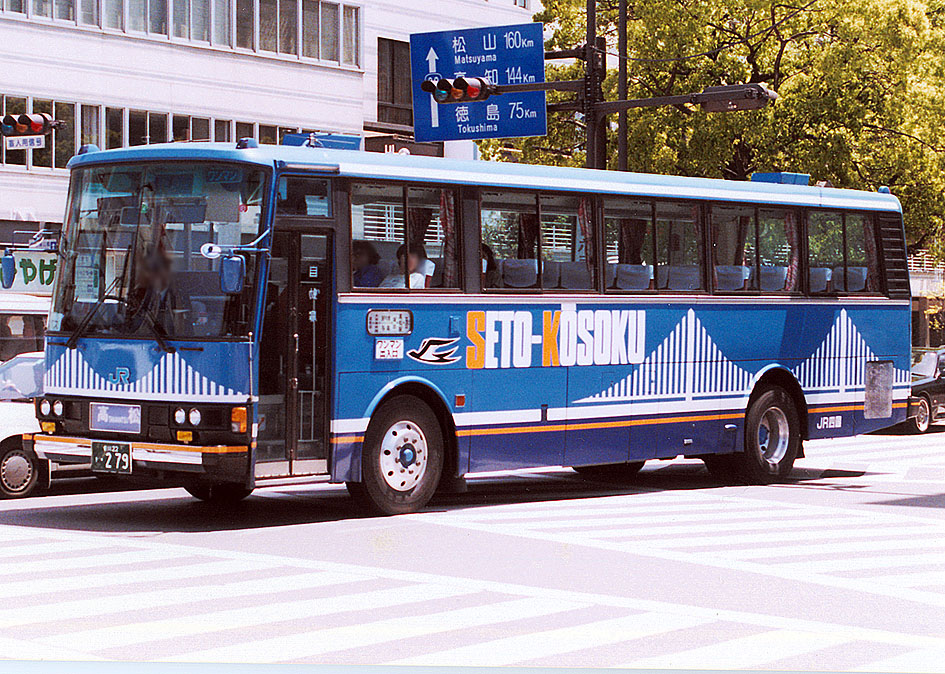
四国旅客鉄道　瀬戸大橋特急線専用車両（いすゞ　LV219Q）

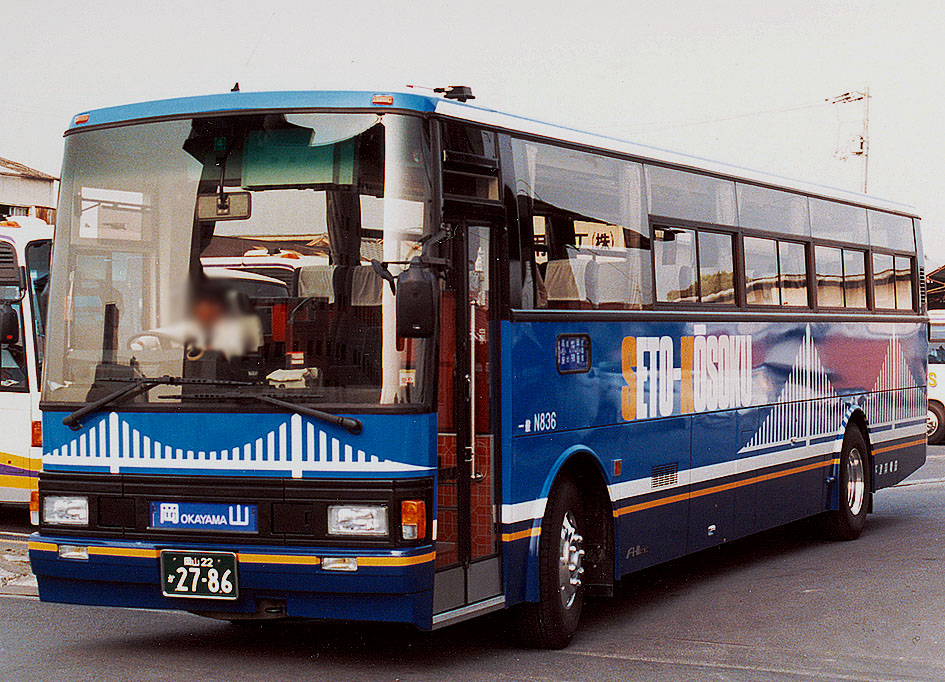
下津井電鉄　瀬戸大橋特急線専用車両（日産ディーゼル　RA53T）

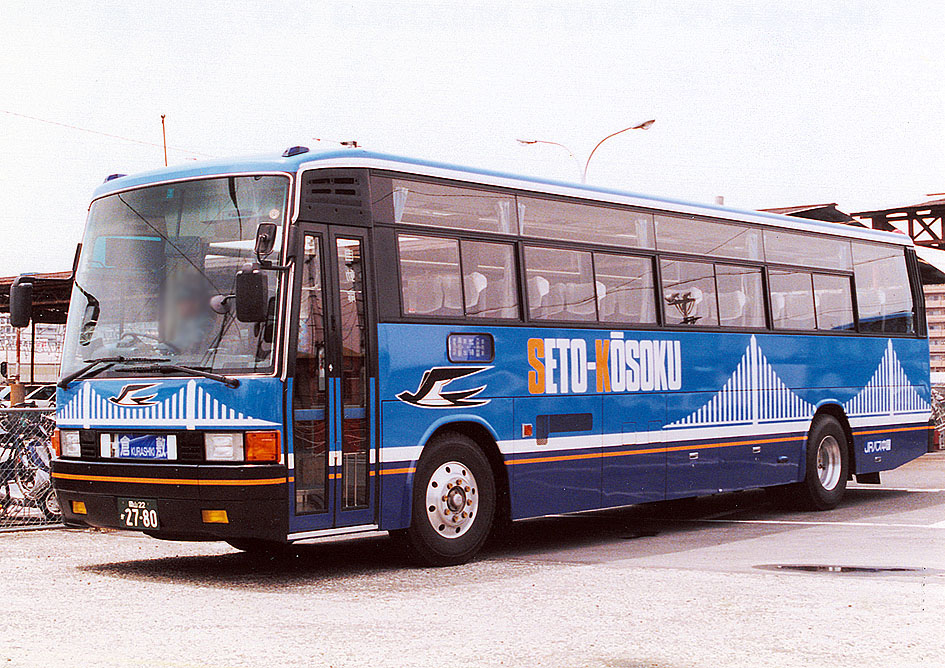
中国JRバス　瀬戸大橋特急線専用車両（三菱　MS725S改）

## 概要
香川県に路線を持つバス会社のコトデンバス・大川自動車・琴平参宮電鉄、及び船舶（フェリー）会社などの出資で設立。船舶会社の離職者対策としての性格もあった。1988年に開通した瀬戸大橋を経由して岡山県と香川県を結ぶ高速バス（瀬戸大橋特急線）を運行していた。開業後しばらくは開業ブームもあって乗客が多く積み残しが出る便があったりしたため翌1989年3月には岡山－高松・琴平便を増便したが、ブームが去った後は所要時間、定時性と便数の面でJR瀬戸大橋線とも勝負にならず、1990年12月21日から夜行高速バスのトリトン号（高松-横浜）を運行開始したものの設立からわずか4年で1992年に会社は解散、清算された。
当社株主のバス会社3社は1988年に四国高速バスを別途設立している。船舶会社が出資していることに何らかの不都合があったと見られるが、真相は不明である。また、当社に出資していた関西汽船・加藤汽船は2002年に高松エクスプレス（フットバス）を設立し、香川県での高速バスに再参入している。

## 沿革
各路線の沿革についても本項で記す。
- 1987年8月28日 香川県丸亀市に設立。
- 1988年4月10日 瀬戸大橋特急線、瀬戸大橋開通と同時に開業。瀬戸大橋高速バスは8台、両備バスと下津井電鉄は各3台、中国ジェイアールバスと四国旅客鉄道は各1台を専用車とした。
- 1989年
  - 3月 岡山－高松・琴平便を増便、瀬戸大橋高速バスが2台増車した。
  - 6月5日 本店を香川県高松市福岡町一丁目10番43号に移転。
- 1990年12月21日 トリトン号、相模鉄道と共同運行で運行開始。瀬戸大橋高速バスはトリトン号用専用車2台を増車した。
- 1991年
  - 3月20日 瀬戸大橋特急線、中国ジェイアールバスが撤退、四国旅客鉄道は専用車を1台増車した。
  - 4月20日 瀬戸大橋特急線、琴平発着の一部の便をこの日開園したレオマワールドまで延長運行開始。
- 1992年
  - 6月1日 瀬戸大橋特急線、下津井電鉄と瀬戸大橋高速バスが撤退[1]。瓦町駅前、坂出グランドホテル、ゴールドタワー、宇多津駅前通り、競艇場入口、丸亀港前、多度津シーサイドホテル、善通寺赤門前の各停留所廃止、大元小学校前、与島フィッシャーマンズワーフ前各停留所新設。
  - 7月1日 瀬戸大橋高速バス解散。トリトン号は四国高速バスに移管。
  - 9月2日 清算結了。
- 1993年12月1日 瀬戸大橋特急線、路線休止（前日が営業最終日）[2]。両備バスと四国旅客鉄道が最後まで運行していた[2]。
- 2003年5月1日 トリトン号、四国高速バスが撤退、琴平参宮電鉄に移管。
- 2007年6月15日 トリトン号、相模鉄道が撤退、四国高速バスが再参入しさぬきエクスプレス横浜号に改称。

## 運行していた路線
瀬戸大橋特急線
停留所は瀬戸大橋高速バスの運行最終日である1992年5月31日時点のものを示す。
- 岡山 - 高松
天満屋-岡山駅前-岡山市役所前-国道早島-早島IC-有城南BS-水島IC-稗田BS-鷲羽山北BS-岩黒島BS-与島-坂出両景橋-入船町-高屋-高松駅前-瓦町駅前
- 倉敷 - 高松
倉敷駅前-大原美術館-倉敷市役所前-金田口-早島IC-有城南BS-水島IC-稗田BS-鷲羽山北BS-岩黒島BS-与島-坂出両景橋-入船町-高屋-高松駅前-瓦町駅前
- 岡山 - 琴平- レオマワールド
天満屋-岡山駅前-岡山市役所前-国道早島-早島IC-有城南BS-水島IC-稗田BS-鷲羽山北BS-岩黒島BS-与島-坂出両景橋-坂出グランドホテル-ゴールドタワー-宇多津駅前通り-競艇場入口-丸亀港前-多度津シーサイドホテル[3]-善通寺赤門前-琴電琴平駅前-琴平駅前-レオマワールド
- 倉敷 - 琴平- レオマワールド
倉敷駅前-大原美術館-倉敷市役所前-金田口-早島IC-有城南BS-水島IC-稗田BS-鷲羽山北BS-岩黒島BS-与島-坂出両景橋-坂出グランドホテル-ゴールドタワー-宇多津駅前通り-競艇場入口-丸亀港前-多度津シーサイドホテル-善通寺赤門前-琴電琴平駅前-琴平駅前-レオマワールド

座席定員制。バス会社5社（両備バス、下津井電鉄、JRバス中国、四国旅客鉄道（現在は分社されてジェイアール四国バス））による共同運行。各社とも、本路線が初の高速バス参入だった。車両は5社ともハイデッカー4列シートで、カラーリングも5社共通だったが、JRバス2社のみツバメマークが入っていた。路線名称は各社とも「瀬戸大橋特急線」（せとおおはしとっきゅうせん）だった。この路線はクローズドドアシステムが採られておらず、各停留所間で乗降可であったため、瓦町駅前→高松駅前や天満屋→岡山駅前でも利用できた。瀬戸大橋高速バスの瀬戸大橋特急線撤退後、同社の本路線用車両は出資母体バス会社3社に移籍し、貸切・路線用としてしばらく使われた。
トリトン号
- 高松 - 横浜
相鉄高速バスターミナル-横浜駅西口-坂出駅-高松駅